# Virgilio Nucci
Virgilio Nucci (Gubbio, 1545-1621) est un peintre italien qui a été actif surtout dans sa ville natale, en Ombrie et dans les Marches. 

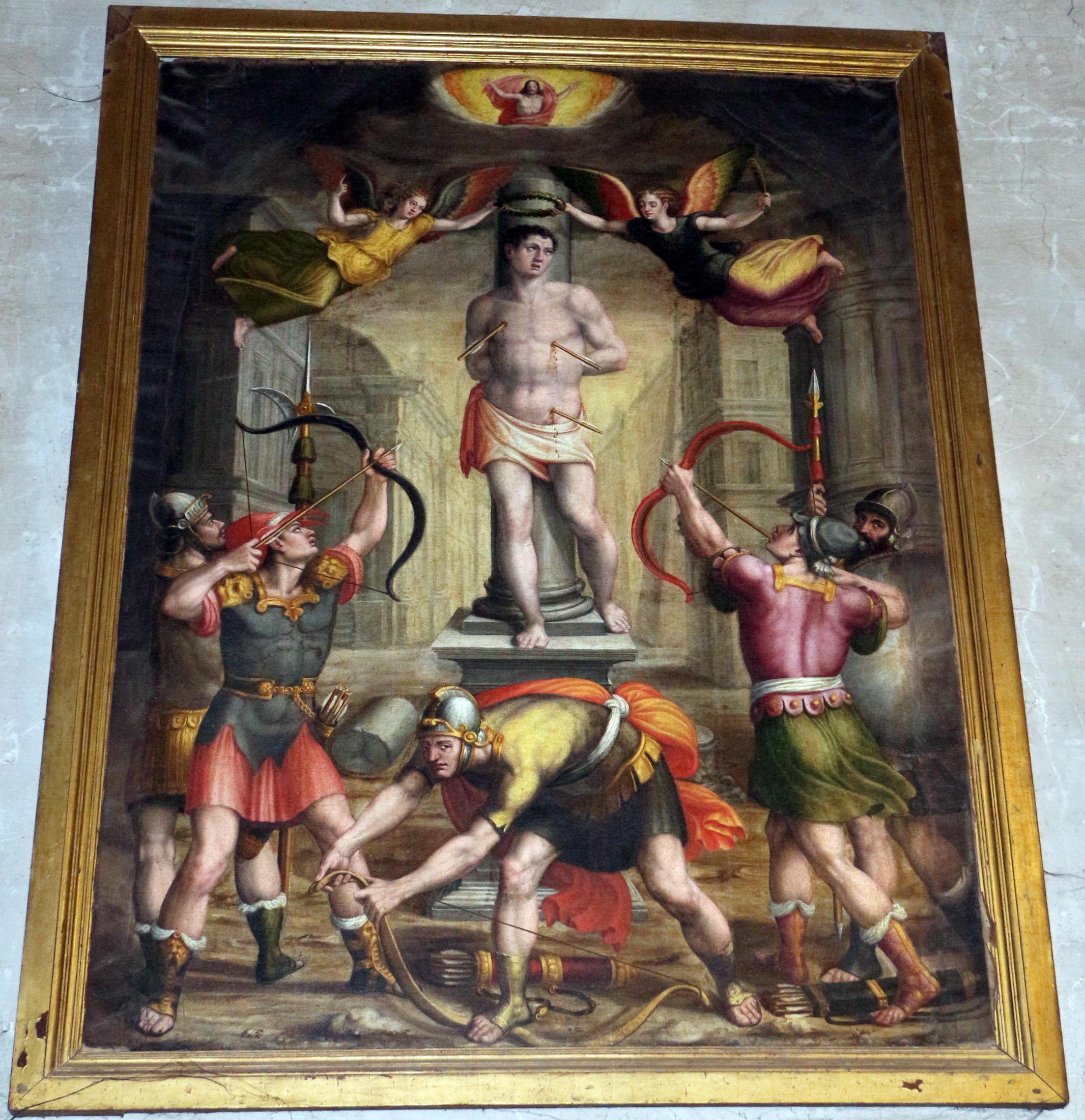
Martyre de Saint Sebastien, Gubbio.

## Biographie
Virgilio Nucci a été un élève de Daniele da Volterra. Son père Benedetto a été aussi peintre.

## Œuvres
- Saint Sébastien, église San Pietro, Gubbio.
- Cathédrale de Gubbio :
  - Conversione di San Paolo (1596),
  - Resurrezione di Gesù (1588),
  - Bacio di Giuda (1575),
  - Annunciazione (1618),
  - Immacolata Concezione (1584),
  - Conversione di San Paolo (1596).